# Lega Italiana Calcio Professionistico
A Lega Italiana Calcio Professionistico (em português: Liga Italiana de Futebol Profissional), mundialmente conhecida como Lega Pro, é uma liga profissional do futebol italiano, sediada em Florença. A Lega Pro organiza as seguintes competições: Serie C, Coppa Italia Serie C, Supercoppa Italia Serie C, Campionato Nazionale "Dante Berretti" e, a partir de 2018, a Supercoppa Dante Berretti. Até 2014, ela também organizava a Lega Pro Seconda Divisione e a Supercoppa di Lega di Seconda Divisione.

## História

### Antecedentes históricos
A Terceira Divisão, antes do estabelecimento da Lega Nazionale Semiprofessionisti, foi gerida desde sua criação em 1926, quando ainda era chamada de Seconda Divisione (em português: "Segunda Divisão"), por duas entidades distintas, o Direttorio Divisioni Inferiori Nord (em português: "Diretório de Divisões Inferiores do Norte") e pelo seu homólogo do Sul, Direttorio Divisioni Inferiori Sud (em português: "Diretório de Divisões Inferiores do Sul"). A reforma implementada pelo presidente da FIGC Leandro Arpinati entre 1928 e 1929 levou a uma nova terceira série, a Prima Divisione (em português: "Primeira Divisão"), gerida por uma única entidade, o Direttorio Divisioni Superiori (em português: "Diretório de Divisões Superiores") com sede em Milão, onde permaneceu até novembro de 1934, quando mudou-se para Roma. Durante os primeiros anos de 1940, as contínuas remissões de equipes rebaixadas e admitidas pelos campeonatos regionais levaram a Serie C aos impressionantes 145 clubes inscritos no último campeonato (1942–43), disputado com os conflitos da Segunda Guerra Mundial já iniciados.
Quando a atividade de futebol foi restaurada em 1945 com um campeonato de transição e caracterizada pela dificuldade de locomoção das equipes por contas das restaurações das estradas e ferrovias, fortemente danificadas pelos bombardeios e sabotagem, a FIGC se viu forçada a ter campeonatos com fórmulas excepcionais e decidiu delegar a duas ligas distintas e independentes a organização do campeonato da Serie C: Lega Nazionale Alta Italia, sediada em Milão e * Lega Nazionale Centro-Sud, sediada em Roma. Na temporada seguinte, o campeonato regular foi completamente restabelecido, com o retorno das equipes outrora impossibilitadas por conta de força maior (campos inutilizáveis) que chegam para disputar a vaga no certame adquirida no final da temporada de 1942–43, a Lega Nazionale Centro-Sud foi então dividida criando a Lega Interregionale Centro que distribuiu mais uniformemente as equipes filiadas em 3 ligas diferentes: Lega Interregionale Nord, sediada em Turim, Lega Interregionale Centro, sediada em Florença e Lega Interregionale Sud, sediada em Napoli.
A reestruturação foi necessária em 1948, reduzindo as 18 divisões (grupos regionais) da Serie C para apenas 4 divisões (grupos regionais) de caráter nacional, cuja gestão foi delegada à Lega Nazionale, que desde 1946 dirigia a Serie A e Serie B. A próxima reestruturação ocorreu em 1952 e foi implantada por Lodo Barassi que reduziu a Serie C para único grupo nacional, permanecendo inalterada assim até 1958, quando foi dividida em duas divisões (grupos regionais).

### Criação
Em 1 de agosto de 1959 foi fundada a Lega Nazionale Semiprofessionisti (em português: "Liga Nacional Semiprofissional"), com base nas reformas da Federação Italiana de Futebol (FIGC), motivadas pela precoce eliminação da seleção nacional nas qualificações para a Copa do Mundo de 58 na Suécia. O comissário extraordinário da FIGC, Bruno Zauli, nomeado pelo CONI pressionado pelo Parlamento, este também sob pressão popular, elaborou um amplo plano de reorganização com o intuito de conter despesas, separando a Serie C da Lega Nazionale Professionisti (em português: "Liga Nacional Profissional") para incluí-la no Settore Semiprofessionistico (em português: "Setor Semiprofissional"). Enquanto a Lega Calcio organizava as duas divisões nacionais profissionais, a nova Lega Nazionale Semiprofessionisti, com sede em Florença e presidida pelo presidente eleito Artemio Franchi, regulamentava as duas divisões semiprofissionais e regionais: Serie C e Serie D. Na temporada 1964–65, Ugo Cestani foi eleito presidente para o posto de Artemio Franchi. A Lega reforma o campeonato de 1967–68, e a Serie C passa para 60 clubes. Em 1976, Ugo Cestani torna-se comissário da Lega.
A partir desse momento, começou pela Serie C uma marcha progressiva destinada a recuperar o status profissional, dissociando-se lentamente do campeonato da Serie D. O caminho foi cimentado na temporada 1978–79 com o estabelecimento dos campeonatos da Serie C1 e Serie C2 com 108 equipes (indo de uma única Serie C de 3 grupos para uma de duas séries: a C1 com dois grupos e a C2 com 4), a fim de criar para a Serie C uma liga separada da que organizava o campeonato da Serie D. Em 1981, após a mudança da Serie D em Inter-regional (com um aumento consistente de divisões e equipes) e sua transformação numa liga puramente amadora, a Lega Nazionale Semiprofessionisti mudou seu nome para Nuova Lega Nazionale di Serie C (em português: "Nova Liga Nacional da Série C").
Finalmente em 1986, os participantes do C1 e C2 adquiriram status profissional (como tinha sido até 1959), quando a entidade mudou seu nome, nascendo assim a Lega Professionisti Serie C (em português: "Liga Profissional da Série C"). Em 1988, com a renúncia de Ugo Cestani é nomeado o comissário extraordinário Antonio Matarrese, que acaba sendo eleito na temporada 1991–92. Na temporada 1992–93, o número de equipes é reduzido para 90 e o Inter-regional torna-se o Campionato Nazionale Dilettanti (em português: "Campeonato Nacional de Amadores") e em 2000–01, Mario Macalli é eleito presidente da entidade e nasce então a Supercoppa Italiana. Na temporada 2008–09, com a reestruturação da liga e pela vontade do presidente da entidade, Mario Macalli, que via o antigo nome como uma desqualificação, a entidade então muda novamente seu nome, agora para Lega Italiana Calcio Professionistico – Lega Pro (seu nome atual), e a Serie C1 e Serie C2 foram renomeadas como Lega Pro Prima Divisione e Lega Pro Seconda Divisione.
Em 21 de novembro de 2012, uma reforma aprovada pelo Conselho Federal da F.I.G.C. funde as duas competições e cria um campeonato de divisão única chamado Lega Pro, composto por 60 equipes em 3 grupos de 20 clubes cada, começando na edição 2014–15. Em 2015, com a renúncia do presidente Mario Macalli, é nomeado o comissário extraordinário Tommaso Miele, e o campeonato da Lega Pro passa para 54 equipes. No mesmo ano, Gabriele Gravina torna-se presidente da Lega Pro.
Em 25 de maio de 2017, a Assembleia dos Clubes da Lega Pro aprovou por unanimidade a proposta do presidente Gravina para o retorno do campeonato ao seu nome original: Serie C. A temporada da Serie C de 2017–18 incluiu 19 equipes em cada uma das três divisões.
Em 6 de novembro de 2018, Francesco Ghirelli é eleito o novo presidente da Lega Pro. Ele é ex-secretário geral e sucessor de Gabriele Gravina, que se tornou recentemente o novo número um da Federação Italiana de Futebol (FIGC).

## Competições
A Lega Pro organiza atualmente as seguintes competições:
- Serie C, terceira divisão do campeonato italiano de futebol profissional;
- Coppa Italia Serie C, copa nacional disputada pelos clubes da Serie C;
- Supercoppa Serie C, torneio triangular disputado pelas equipes vencedoras dos três grupos da Serie C;
- Campionato Nazionale "Dante Berretti", torneio das categorias de bases dos clubes inscritos.

## Presidentes
- 1959–1965: Artemio Franchi
- 1965–1988: Ugo Cestani[8]
- 1988–2000: Antonio Matarrese (como comissário extraordinário e presidente eleito)
- 2000–2015: Mario Macalli
- 2015: Tommaso Miele (comissário extraordinário)
- 2015–2018: Gabriele Gravina
- 2018–: Francesco Ghirelli